# Eberbach (Baden-Württemberg)
Eberbach is een gemeente in de Duitse deelstaat Baden-Württemberg, gelegen in het Rhein-Neckar-Kreis. De stad telt 14.267 inwoners.
Het wapen van de gemeente is een voorbeeld van een sprekend wapen: een everzwijn (Duits Eber) over een beek (stroom) (Duits Bach).

## Geografie
Eberbach heeft een oppervlakte van 81,16 km² en ligt in het zuidwesten van Duitsland.

## Zie ook

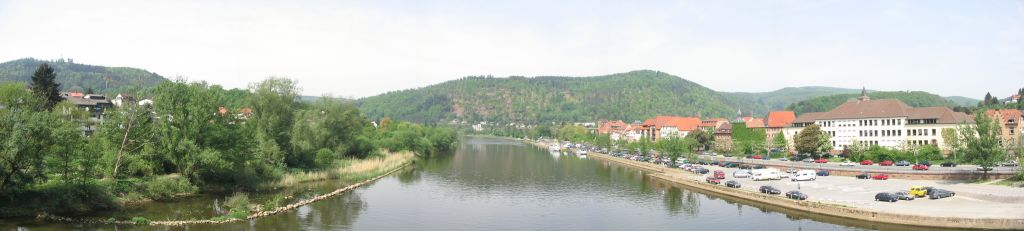
Panorama van Eberbach